# Phytoseius domesticus
Phytoseius domesticus är en spindeldjursart som beskrevs av Rather 1985. Phytoseius domesticus ingår i släktet Phytoseius och familjen Phytoseiidae. Inga underarter finns listade i Catalogue of Life.